# Grandopronotalia
Grandopronotalia carnarvona es una especie de coleóptero adéfago de la familia Carabidae. Es el único miembro del género monotípico Grandopronotalia.